# Pasarón de la Vera
Pasarón de la Vera – gmina w Hiszpanii, w prowincji Cáceres, w Estramadurze, o powierzchni 38,97 km². W 2011 roku gmina liczyła 663 mieszkańców.